# 國立北斗高級家事商業職業學校
國立北斗高級家事商業職業學校（英語：National Beitou Senior Home Economic & Commercial Vocational High School），簡稱北斗家商、北家，位於台灣彰化縣北斗鎮的一所國立技術型高級中等學校，創立於1968年。

## 校史
- 1968年8月：設立台灣省立北斗高級中學，接收「彰化縣立北斗中學」（今彰化縣立北斗國民中學）高級部二、三年級學生，並招收一年級新生。[1]
- 1972年8月起：設立綜合商業科。
- 1979年8月起：奉准附設高級商業進修補習學校。
- 1981年8月起：增設廣告設計科。
- 1984年8月起：附設補校奉准招收延教班商業事務科。
- 1985年8月起：奉令停招普通科，原有班級改招美容科。
- 1987年8月起：奉令改制為台灣省立北斗高級家事商業職業學校附設補校奉准招收員工進修班美容科。
- 1988年8月起：附設補校准招收延教班廣告技術科。
- 1991年2月起：附設補校奉准招收延教班春季班美髮技術科。
- 1992年8月起：增設資料處理科。
- 1995年8月起：附設補校招收實用技能班一年制美髮技術科。
- 1997年8月起：增設國際貿易科。
- 2000年2月起：改隸教育部管轄為國立北斗高級家事商業職業學校。
- 2005年8月起：增設綜合高中，有學術學程（自然學程、社會學程）、專門學程（商業服務學程、美容美髮學程、廣告設計學程、應用外語學程）。
- 2008年12月：新建大樓育賢樓落成。
- 2009年8月起：增設綜合職能科特教班。
- 2010年10月：新建大樓自強樓落成典禮。
- 2012年8月起：進修部招收照顧服務科。
- 2012年12月：新建風雨球場暨體育組落成典禮。
- 2013年8月：日校增設實用技能學程餐飲技術科。本年度入學綜合高中新生增設專門學程餐飲服務學程。
- 2014年3月：舉辦第一屆高三畢業路跑成年禮。
- 2015年1月26日：新建大樓實習輔導大樓動土典禮[2]，立法院長王金平應邀出席。
- 2015年6月9日：畢業典禮兼操場PU跑道落成典禮[3]。
- 2018年3月28日：新建大樓實習輔導大樓落成典禮

2018年8月:進修部停招商業經營科
2019年8月:日校停招綜合高中(增加商業經營科、廣告設計科、美容科、餐飲管理科各一班)
。

## 歷任校長
| 任次   | 姓名   | 赴任時間  | 離任時間  | 備註                                                                                            |
| ------ | ------ | --------- | --------- | ----------------------------------------------------------------------------------------------- |
| 第一任 | 陳 震  | 1968年8月 | 1969年7月 | 曾任職基隆市信義國小、進德實驗中學、岡山、新營、斗六、基隆高中                                  |
| 第二任 | 蔣超俊 | 1969年8月 | 1985年7月 | 曾任職北斗國中、和美高中                                                                        |
| 第三任 | 徐昭昇 | 1985年8月 | 1992年7月 | 曾任職田尾國中、埔里高工                                                                        |
| 第四任 | 溫烘祥 | 1992年8月 | 2000年7月 | 曾任職萬興、大村國中、北門農工、基隆女中                                                        |
| 第五任 | 蔡豐村 | 2000年8月 | 2006年7月 | 曾任職臺東縣卑南初中、大甲高工                                                                  |
| 第六任 | 鐘長生 | 2006年8月 | 2010年7月 | 曾任職玉里高中、臺南高工、彰化高商                                                              |
| 第七任 | 黃端溶 | 2010年8月 | 2015年7月 | 曾任職高雄特殊教育學校、臺南啟聰、曾文家商                                                      |
| 第八任 | 陳沛郎 | 2015年8月 | 2022年7月 | 曾任職正心中學、臺中市立文華高級中等學校、新營高中 榮獲國立臺灣師範大學90學年度博士班優秀研究生 |
| 第九任 | 楊世圳 | 2022年8月 | 現任      | 曾任職嘉義家職                                                                                  |

## 科別

### 技術類科
- 商業經營科
- 國際貿易科
- 資料處理科
- 廣告設計科
- 餐飲管理科
- 美容科
- 綜合職能科

#### 實用技能學程
- 美顏技術科
- 美髮技術科
- 餐飲管理科

### 進修部
- 照顧服務科

## 知名校友

### 政治/公職界
- 劉淑芳：彰化縣議會議員（1978年畢業）
- 廖振賢：前彰化縣議會議員（1978年畢業）
- 陳滄炅：前埤頭鄉鄉長
- 陳世偉：前北斗鎮民代表會主席（1972年畢業）
- 張惠清：前北斗鎮民代表（1975年畢業）
- 莊崑霜：前彰化市戶政事務所主任（1978年畢業）
- 陳勝宗：前銓敘部訴願委員會執行秘書 （1972年畢業）

### 學術/教育界
- 廖財明：前國立宜蘭特殊教育學校校長（1966年畢業）
- 林昭庚：中國醫藥大學教授，台灣第一位針灸學博士，也得到教育部頒授國家中醫教授資格的第一位學者（1966年畢業）
- 吳永怡：中國嶺南師範學院特殊教育學系教授，曾任國立臺東大學附屬特殊教育學校校長（1968年畢業）
- 葉振蒼：前國立臺灣藝術大學雕塑學系系主任（1975年畢業）
- 蔡禎雄：前國立臺灣師範大學運動競技系主任
- 林義正：國立臺灣大學哲學系兼任教授（1971年畢業）
- 葉曉月：國立臺灣大學體育室兼任教授（1969年畢業）
- 宋維煌：前彰化縣立陽明國中校長（1973年畢業）
- 陳秀玲：前本校國際貿易科主任（1969年畢業）

## 外部連結
- 國立北斗家商（页面存档备份，存于）
- 國立北斗家商進修部（页面存档备份，存于）